# كيري فيرنر
كيري فيرنر (بالإنجليزية: Kerry Werner)‏ هو دراج أمريكي، ولد في 27 مارس 1991.

## وصلات خارجية
- كيري فيرنر على موقع الاتحاد الدولي للدراجات (الإنجليزية)
- كيري فيرنر على موقع أرشيف الدراجات (الإنجليزية)
- كيري فيرنر على موقع إحصائيات الدراجات الإحترافية (الإنجليزية)
- كيري فيرنر على موقع نسبة الدراجات (الإنجليزية)